# جاك إليس
جاك إليس هو سياسي كندي، ولد في 31 أكتوبر 1929 في كندا، وتوفي في 1 ديسمبر 1994. حزبياً، نشط في الحزب الكندي التقدمي المحافظ. وقد انتخب عضو مجلس العموم الكندي.